# Johan Michael Lindblad
Johan Michaël Lindblad, född 15 maj 1817 i Karlstorps församling, Jönköpings län, död 14 december 1893 i Öveds församling, Malmöhus län, var en svensk präst. 

## Biografi
Lindblad tog en teologisk examen vid Uppsala universitet 1840, prästvigdes samma år och blev 1848 kyrkoherde i Öveds socken, Skåne samt 1870 kontraktsprost. Själv renlärig statskyrkopräst hade Lindblad ändå förståelse för tidens religiösa väckelse- och lekmannarörelser och ägnade särskilt nykterhetsarbetet ett varmt intresse. Han utgav predikosamlingar, uppbyggelseskrifter på vers och prosa samt redigerade flera religiösa tidskrifter och kalendrar.
1861 gav han ut reseskildringen Minnen från Schweiz.
Han var även verksam som översättare, framför allt av Hans Adolph Brorsons psalmer.

## Originalpsalmer
- En ängel osedd ned till jorden svävar
- Här kommer en främling från fjärran ort Finns på Wikisource.
- I fjärran mörka länder
- O Jesus kärleksrike
- På öde heden stod en halvbränd ros

## Översättningar
- Den skönaste ros har jag funnit
- Till Betlehem mitt hjärta
- Upp, alla verk som Gud har gjort Finns på Wikisource.
- Vad det blir gott att landa